# Loi du 20 février 1953 portant amnistie
La loi no 53-112 du 20 février 1953 portant amnistie en faveur des français incorporés de force dans les formations militaires ennemies est un texte juridique français de trois articles ordonnant une amnistie en faveur des soldats alsaciens enrôlés de force dans la Wehrmacht qui ont participé au massacre d'Oradour-sur-Glane le 10 juin 1944.

## Contexte
Cette loi d'amnistie a été vivement critiquée et contestée par les Résistants et la population du Limousin : non seulement elle a été débattue au Parlement et promulguée quelques jours après le verdict prononcé le 11 février 1953 relatif aux militaires ayant participé au massacre, mais encore, à la différence d'une mesure de grâce qui aurait entraîné la simple inexécution de la peine en laissant subsister la notion de responsabilité pénale, elle a entraîné l'effacement total des faits et l’impossibilité de reconnaître la responsabilité pénale des intéressés. La loi a aussi empêché que des dommages-intérêts soient versés par les militaires alsaciens, la loi d'amnistie prévoyant que les victimes devaient être indemnisées par l'État au titre des dommages de guerre.
Pour leur part, les Alsaciens faisaient remarquer que de nombreux soldats alsaciens avaient été intégrés de force dans l'armée allemande (« Malgré-nous »), et qu'ils avaient dû exécuter des ordres atroces, faute de quoi ils encouraient eux-mêmes d'être exécutés.
Le verdict ayant été prononcé à Bordeaux le 11 février 1953, la proposition de loi a été débattue à l'Assemblée nationale dès le 18 février, par le Sénat (« Conseil de la République ») le lendemain, avant d'être promulguée le 20 février. Le déroulement des travaux parlementaires a laissé penser à une certaine « précipitation » des pouvoirs publics.

## Texte de l'amnistie
L'article 1er de la loi énonce :
« Amnistie pleine et entière est accordée aux Français incorporés de force dans l’armée allemande, pour tout fait qualifié crime ou délit commis au cours d'une action criminelle accomplie par l'unité dans laquelle ils avaient été versés. »

## Effets
Plusieurs personnes poursuivies et condamnées devant la Cour d'assises ont vu la peine prononcée à leur encontre totalement effacée.